# موریماکان کویتا
موریماکان کویتا (انگلیسی: Morimakan Koïta؛ زادهٔ ۲۵ دسامبر ۱۹۹۰) بازیکن فوتبال اهل مالی است.
از باشگاه‌هایی که در آن بازی کرده است می‌توان به باشگاه فوتبال سریویجایا اشاره کرد.
وی همچنین در تیم ملی فوتبال مالی بازی کرده است.